# The Suicide Squad
|  | Aquest article tracta sobre la pel·lícula de 2021. Vegeu-ne altres significats a «Suicide Squad (desambiguació)». |

The Suicide Squad és una pel·lícula estatunidenca de superherois dirigida per James Gunn i estrenada el 2021. La desena pel·lícula de l'Univers de DC Comics és una seqüela independent de la pel·lícula de David Ayer, L'esquadró suïcida, estrenada el 2016. Ha estat subtitulada al català.
La pel·lícula és un reinici de la història de L'esquadró suïcida doncs Harley Quinn i Rick Flag semblen conèixer-se però no ho fan amb Deadshot ni l'encantadora.

## Argument
La presó de "Belle Reve" té la taxa de mortalitat més alta dels Estats Units. El centre penitenciari acull els pitjors super vilans. Estan preparats per fer qualsevol cosa per sortir, fins i tot per unir-se a l'equip secret i ombrívol de la Task Force X. Aquest és el cas de Bloodsport, Peacemaker, Captain Boomerang, Ratcatcher, Savant, King Shark, Blackguard, Javelin i sobretot Harley Quinn. Supervisat pel coronel Rick Flag, aquest boig equip és enviat a la llunyana illa de Corto Maltese. Allà s’enfrontaran a diversos adversaris, inclosos els guerrillers. Amanda Waller els vigilarà constantment.

## Repartiment
- Margot Robbie:[5] Dra. Harleen Quinzel / Harley Quinn
- Idris Elba:[5] Robert DuBois / Bloodsport
- John Cena: Christopher Smith / Pacífic
- Joel Kinnaman: coronel Rick Flag
- Steve Agee: King Shark / John Economos
- Sylvester Stallone: King Shark (veu)
- Viola Davis: Amanda Waller
- Jai Courtney: Digger Harkness / capità Boomerang

## Producció
El rodatge va començar el 20 de setembre de 2019 als estudis Pinewood Atlanta a Geòrgia. L'equip ha de romandre allí uns tres mesos abans d'anar a Panamà un mes. L'1 de març de 2020, el director James Gunn anuncia el final del rodatge, amb una enorme foto de grup, amb tot l'equip.
El 26 de març la productora publica a YouTube el primer tràiler de la pel·lícula.